# Дело об убийстве крестьянина Буравова
Дело об убийстве крестьянина Буравова — уголовное дело 1894—1896 годов об убийстве зажиточного крестьянина Буравова его дочерью купчихой Румянцевой. Известно тем, что в нём впервые рассматривался вопрос о гипнозе.
11 января 1893 года скончался зажиточный крестьянин Семён Буравов, проживавший в селе Важины Лодейнопольского уезда Олонецкой губернии. На предварительном следствии о его смерти, уездной полицией были получены сведения о том, что местный отставной фельдшер, уроженец Калуги запасной медицинский фельдшер из мещан Калуги Иван Хрисанфов хвалился, что имеет некие бумаги, при помощи которых он имеет влияние на замужнюю дочь Буравова олонецкую купчиху второй гильдии Марию Румянцеву.
Доверенным лицом купца Румянцева бумаги были выхвачены у Хрисанфова, они оказались письмами Румянцевой к Хрисанфову. Из этих писем, переданных затем Румянцевым прокурору, выяснилось, что Румянцева, получая от фельдшера Хрисанфова, различные средства, медленно отравляла своего отца.
Согласно врачебному заключению, Буравов был отравлен. Хрисанфов и Румянцева были взяты под стражу. При этом олонецкий уездный врач Иван Иванович Муман, основываясь на показаниях подсудимой, данного ею на предварительном следствии, в котором она рассказывала о томлении, испытанном ею во время сеансов массажа, проводимого Хрисанфовым, о пристальных взорах, все время устремленных им на неё, дал заключение о применении фельдшером по отношении к купчихе, гипноза.
Дело слушалось в первой инстанции с 12 августа 1895 г. в Петрозаводском окружном суде.
На судебном заседании Румянцева признала себя виновной в приписываемом ей преступлении, причем объяснила, что различные ядовитые вещества для отравления отца она получала от Хрисанфова. В первый раз она 23 октября 1892 г. подсыпала в чай отца, данный ей от Хрисанфова какой-то белый порошок, от принятия которого с чаем отец почувствовал себя дурно, проболел после этого день или два и до самой смерти (последовавшей 11 января 1893 г.) здоровье его окончательно уже не восстановилось. 4 января 1893 г. она из склянки (серно-кислая окись цинка) влила «без меры» около одной и двух чайных ложек, в стакан с квасом, который отец выпил, а затем, отправился в баню, где подсудимая посыпала на каменку экстракт беладонны.
По возвращении из бани, отец почувствовал себя дурно, стал жаловаться на мучительную жажду, головокружение, сухость во рту, что, когда в тот же день вечером отец её просил дать слабительного, она и в это последнее подлила ему из той же склянки, что ранее 4 января она в спальне отца, по окончании топки печки, посыпала на вьюшку какой-то порошок, данные ей с той же целью Хрисанфовым.
Перед смертью отца, 10 января, в 4-5 часов дня, она положила сверху в стоящую на столике около постели отца коробку с порошками, которые принимал её отец, какой-то порошок, также данный Хрисанфовым.
Суд признал их виновными в отравлении и приговорил Румянцеву к лишению всех прав состояния и ссылке в каторжные работы на 8 лет, а Хрисанфова к каторжным работам на 5 лет.
При разборе дела во второй инстанции, в Санкт-Петербургской судебной палате, к делу привлекли в качестве экспертов доктора директора клиники душевнобольных при Военно-медицинской академии профессора В. М. Бехтерева и приват-доцента П. Я. Розенбаха.
На вопросы экспертов о явлениях, сопровождавших массаж, подсудимая Румянцева пояснила, что на сеансы массажа она ходила по совету лечившего её врача Крашевского, массаж производился Хрисанфовым путем втирания какой-то мази снизу вверх. Массировались ноги, руки и грудь. Сеансы массажа проводились обычно ночью, перед ужином.
Эксперты применили гипноз к подследственной с её разрешения, а также провели исследование об изменении пульса Румянцевой во время гипноза.
Сделанные ей профессором Бехтеревым постгипнотические внушения удались. При расспросах подсудимой о гипнозе она вспомнила и о производящихся Хрисанфовым во время массажа внушениях, о которых при разбирательстве дела в зале суда, несмотря на многократные вопросы экспертов, не могла дать вполне определённых показаний в связи с невозможностью о них вспомнить.
Относительно вменяемости подсудимой эксперты на вопрос защитника подсудимого присяжного поверенного Г. И. Петрашевского ответили, что ввиду того, что нельзя отвергать возможность гипнотического внушения при массаже, можно признать уменьшение психической сопротивляемости Румянцевой при совершении преступления, и стало быть, её вменяемость была ослаблена под влиянием внушений.
Этот процесс явился первым в Российской империи, где эксперты прямо перед судом возбудили вопрос о гипнотических внушениях.
Под влиянием манипуляций Хрисанфова она впадала в забытье. Хрисанфов все время пристально смотрел на неё и взгляды приводили её в ужас. Во время этих сеансов он предлагал ей свою любовь и внушал ей мысль об отравлении отца, кроме того она подписала векселя на 40 тысяч рублей, по которым Хрисанфовым получались денежные средства.
Вменяемость подсудимой была ослаблена под влиянием внушений. Весьма важную роль играло также запойное пьянство её родителей.
Суд решил, что хотя из заключения экспертов-врачей и усматривается, то Румянцева может легко подчиняться постороннему влиянию, тем не менее, это обстоятельство не может служить основанием для признания подсудимой невменяемой.
Письма Румянцевой к Хрисанфову относились к довольно большому периоду, что с несомненностью указывают, что преступление было совершено Марией Румянцевой вполне сознательно.
Вместе с тем, принимая во внимание, что подсудимая Румянцева на предварительном следствии сама созналась в содеянном преступлении и указала своего соучастника, палата понизила для неё наказание на две степени и приговорила её к пятилетним каторжным работам.
На этот приговор были поданы кассационные жалобы, как Румянцевой, так и Хрисанфова.
В порядке кассации дело слушалось в IV отделении уголовного кассационного департамента.
Правительствующий Сенат определил: жалобу Хрисанфова оставить без последствий, что касается жалобы Румянцевой, то Румянцева на предварительном следствии объявила, что во время делания ей Хрисанфовым массажа, он имела обыкновение пристально глядеть ей в глаза, вследствие чего она чувствовала помутнение в глазах, какое-то одурманение и в присутствии его не знала, что делает.
Что касается главного вопроса о том, насколько сознательны были действия Румянцевой под влиянием гипноза Хрисанфова, то эксперты его вообще не разрешили, а палата, в нарушение 692 статьи Устава уголовного судопроизводства, признала, что преступление было совершено ею сознательно. Дело должно быть передано для нового рассмотрения в установленном порядке в Санкт-Петербургскую судебную палату, однако в дальнейшем, после пребывания Румянцевой под наблюдением в психиатрической больнице, приговор был подтверждён.
Уголовное дело находится на хранении в Центральном государственном историческом архиве Санкт-Петербурга, в фонде судебного следователя Петрозаводского окружного суда 1-го участка.